# 関西国際空港株式会社法
関西国際空港株式会社法（かんさいこくさいくうこうかぶしきがいしゃほう、昭和59年6月30日法律第53号）は、関西国際空港株式会社に関する法律である。
関西国際空港及び大阪国際空港の一体的かつ効率的な設置及び管理に関する法律（平成23年法律第54号）附則19条の規定により、2012年（平成24年）7月1日に本法は廃止され、関西国際空港の運営は新関西国際空港株式会社に移行した。

## 沿革
- 1984年（昭和59年）6月30日：関西国際空港株式会社法（法律53号）制定
- 1990年（平成2年）6月29日：改正（法律65号 商法等の一部を改正する法律の施行に伴う関係法律の整備に関する法律）
- 1993年（平成5年）6月14日：改正（法律63号 商法等の一部を改正する法律の施行に伴う関係法律の整備等に関する法律）
- 1996年（平成8年）5月9日：改正（法律36号 関西国際空港株式会社法の一部を改正する法律）
- 1999年（平成11年）7月16日：改正（法律87号 地方分権の推進を図るための関係法律の整備等に関する法律）
- 1999年（平成11年）12月22日：改正（法律160号 中央省庁等改革関係法施行法：2001年（平成13年）1月6日施行）
- 2000年（平成12年）5月31日：改正（法律91号 商法等の一部を改正する法律の施行に伴う関係法律の整備に関する法律）
- 2001年（平成13年）6月27日：改正（法律75号 短期社債等の振替に関する法律）
- 2001年（平成13年）6月29日：改正（法律80号 商法等の一部を改正する等の法律の施行に伴う関係法律の整備に関する法律：2001年（平成13年）10月1日施行）
- 2001年（平成13年）11月28日：改正（法律129号 商法等の一部を改正する法律の施行に伴う関係法律の整備に関する法律）
- 2002年（平成14年）5月29日：改正（法律45号 商法等の一部を改正する法律の施行に伴う関係法律の整備に関する法律）
- 2002年（平成14年）6月12日：改正（法律65号 証券決済制度等の改革による証券市場の整備のための関係法律の整備等に関する法律）
- 2004年（平成16年）6月9日：改正（法律88号 株式等の取引に係る決済の合理化を図るための社債等の振替に関する法律等の一部を改正する法律：2009年（平成21年）1月5日施行）
- 2005年（平成17年）7月26日：改正（法律87号 会社法の施行に伴う関係法律の整備等に関する法律：2006年（平成18年）5月1日施行）
- 2008年（平成20年）6月18日：改正（法律75号 空港整備法及び航空法の一部を改正する法律）
- 2011年（平成23年）5月25日：廃止法定（法律54号 関西国際空港及び大阪国際空港の一体的かつ効率的な設置及び管理に関する法律）
- 2012年（平成24年）7月1日：廃止

## 内容
- 第1条：会社の目的
- 第2条：関西国際空港
- 第3条：関西国際空港等の設置及び管理
- 第4条：株式
- 第5条：商号の使用制限
- 第6条：事業の範囲
- 第7条：事業の実施の特例
- 第7条の2：指定造成事業者
- 第7条の3：指定の取消し
- 第7条の4：事業の実施の特例に係る出資等
- 第8条：一般担保
- 第9条：債務保証
- 第10条：資金の貸付け
- 第11条～第12条：剰余金の配当の特例）
- 第13条：国庫納付金
- 第14条：関西国際空港整備準備金
- 第15条：国及び地方公共団体の配慮
- 第16条：代表取締役等の選定等の決議
- 第17条：事業計画
- 第18条：社債及び借入金
- 第19条：重要な財産の譲渡等
- 第20条：定款の変更等
- 第21条：財務諸表
- 第22条：監督
- 第23条：報告及び検査
- 第24条：協議
- 第25条～第29条：罰則
- 附則